# Holopelus malati
Holopelus malati är en spindelart som beskrevs av Simon 1895. Holopelus malati ingår i släktet Holopelus och familjen krabbspindlar. Inga underarter finns listade i Catalogue of Life.